# Arthur Barker
Arthur R. « Doc » Barker (4 juin 1899 – 13 janvier 1939) était un criminel américain, fils de Ma Barker et membre d'un gang avec son frère et Alvin Karpis.

## Biographie

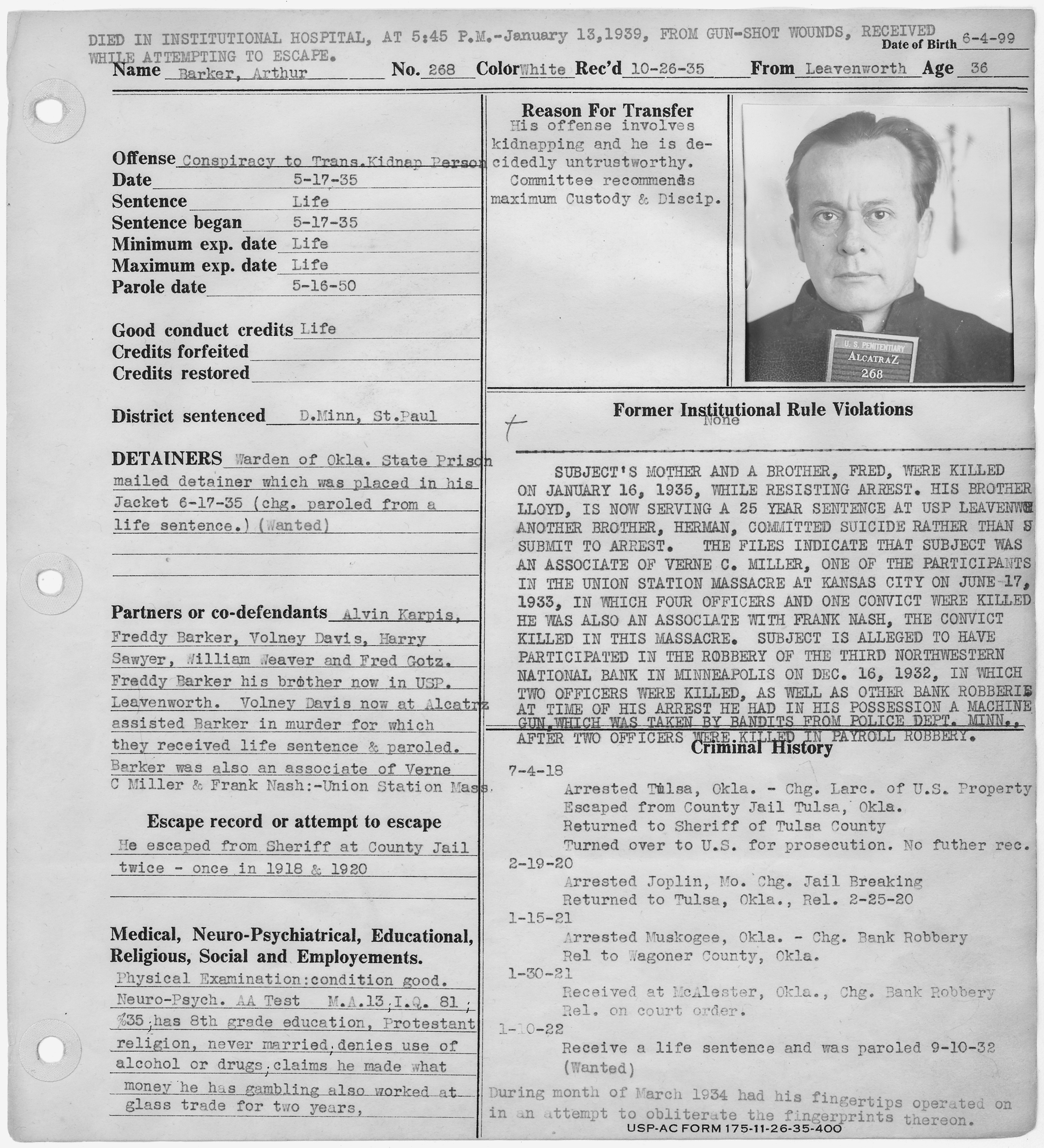
Dossier de Barker à Alcatraz.

Il est né à Aurora (Missouri) dans une famille de sept enfants. Dans les années 1920-1930, il perpétra plusieurs crimes : vol à main armée, homicide, enlèvement. Il fut arrêté le 18 juillet 1918 pour vol de voiture et emprisonné à Joplin (Missouri). Il s'échappa le 19 février 1920. Il fut de nouveau incarcéré en 1922 et en 1935 à Alcatraz. 
La nuit du 13 janvier 1939, Arthur Barker, Henri Young, Rufus McCain, William Martin et Dale Stamphill tentent une évasion.  Les cinq hommes avaient été placés dans l'unité de ségrégation pour les prisonniers difficiles. Barker et ses complices ont scié quatre séries de barreaux de prison, dissimulant les dégâts quotidiens avec du mastic de fortune. Lorsqu'ils ont finalement réussi à percer, ils ont escaladé les hauts murs de la prison sous le couvert d'une nuit brumeuse et se sont dirigés vers la plage. Les cinq se sont ensuite séparés en deux groupes. Barker et Stamphill ont essayé de nager ensemble vers San Francisco, mais ils ont été repoussés par la marée. Ils ont alors essayé de construire rapidement un radeau à partir de morceaux de bois gisant sur la plage, en les attachant ensemble avec des bandes de tissu de leurs chemises. Ils espéraient faire un radeau utilisable avant d'être repérés, mais ils ont été vus depuis une tour de garde lorsque le brouillard s'est brièvement dissipé. Le garde leur a ordonné de « jeter leurs mains en l'air », mais ils l'ont ignoré. Stamphill a déclaré plus tard qu'ils n'avaient entendu aucun avertissement. Le garde a ouvert le feu, les frappant aux jambes. Une autre rafale de feu provenant d'un patrouilleur a blessé Barker à la tête. Il a dit à Stamphill, « Ne bougez pas. Ils vont nous tuer ». Barker a été recapturé, mourant peu après de ses blessures. Stamphill, Martin, Young et McCain ont également été recapturés et envoyés en cellules d'isolement. Stamphill a par la suite affirmé que le directeur adjoint avait donné l'ordre que si Barker bougeait, les gardes lui tiraient dans la tête. Doc, qui souffrait énormément, a attrapé sa jambe blessée et s'est fait tirer dessus. Une fois à l'infirmerie, les médecins ont tenté de lui donner une transfusion sanguine mais il a retiré les tubes de son bras, ce qui a provoqué sa mort.   
Arthur Barker est enterré au Olivet Memorial Park, à Colma, en Californie.